# Auchmophanes ochrospila
Auchmophanes ochrospila là một loài bướm đêm trong họ Erebidae.